# Pathé Films
Pathé Films est une entreprise française de production de films pour le cinéma, filiale du groupe Pathé. Anciennement Pathé Renn Productions jusqu'en 2007, elle succède en 2002 à la société Renn Productions créée par Claude Berri, par fusion avec Pathé.

## Historique
La société Renn Productions, créée par Claude Berri (qui reprenait le nom de Katharina Renn qu'il connut au théâtre), fusionne avec l'entreprise française Pathé et devient Pathé Renn Productions.
Avec Nathalie Rheims, Claude Berri crée la société Hirsch Production (Hirsch étant le prénom du père de Claude Berri). À la mort de Claude Berri, cette société intègre le périmètre de Pathé Renn Productions,.
En 2007, le nom de Pathé Renn Productions est simplifié en Pathé Films.

## Filmographie partielle

### Années 1960
- 1967 : Le Vieil Homme et l'Enfant de Claude Berri
- 1968 : L'Enfance nue de Maurice Pialat
- 1969 : À quelques jours près d'Yves Ciampi[5]
- 1969 : Mazel Tov ou le Mariage de Claude Berri
- 1969 : Ma nuit chez Maud d'Éric Rohmer

### Années 1970
- 1970 : La Maison de Gérard Brach
- 1970 : Le Pistonné de Claude Berri
- 1971 : L'Œuf de Jean Herman
- 1972 : Les Fous du stade de Claude Zidi
- 1972 : Sex-shop de Claude Berri
- 1972 : Les Charlots font l'Espagne de Jean Girault
- 1973 : Les Gants blancs du diable de László Szabó
- 1973 : Le Grand Bazar de Claude Zidi
- 1973 : Pleure pas la bouche pleine de Pascal Thomas
- 1973 : Je sais rien, mais je dirai tout de Pierre Richard
- 1974 : Les Quatre Charlots mousquetaires d'André Hunebelle
- 1976 : Je t'aime moi non plus de Serge Gainsbourg
- 1976 : Le Jouet de Francis Veber
- 1979 : Tess de Roman Polanski

### Années 1980
- 1980 : Inspecteur la Bavure de Claude Zidi
- 1981 : Le Maître d'école de Claude Berri
- 1982 : Deux heures moins le quart avant Jésus-Christ de Jean Yanne
- 1983 : La Femme de mon pote de Bertrand Blier
- 1983 : Banzaï de Claude Zidi
- 1983 : Tchao Pantin de Claude Berri
- 1986 : Jean de florette de Claude Berri
- 1986 : Manon des sources de Claude Berri
- 1988 : À gauche en sortant de l'ascenseur d'Édouard Molinaro
- 1988 : L'ours de Jean-Jacques Annaud
- 1989 : Valmont de Miloš Forman

### Années 1990
- 1990 : Uranus de Claude Berri
- 1991 : La Totale ! de Claude Zidi
- 1992 : L'Amant de Jean-Jacques Annaud
- 1992 : Ville à vendre de Jean-Pierre Mocky
- 1992 : Nous deux d'Henri Graziani
- 1992 : Kafka de Steven Soderbergh
- 1992 : Albert souffre de Bruno Nuytten
- 1992 : Une journée chez ma mère de Dominique Cheminal
- 1993 : Germinal de Claude Berri
- 1993 : Profil bas de Claude Zidi
- 1995 : La Reine Margot de Patrice Chéreau
- 1995 : Gazon maudit de Josiane Balasko
- 1995 : Waati de Souleymane Cissé
- 1995 : Les Trois Frères de Didier Bourdon et Bernard Campan
- 1997 : Didier d'Alain Chabat
- 1997 : Lucie Aubrac de Claude Berri
- 1997 : Arlette de Claude Zidi
- 1997 : Le Pari de Didier Bourdon et Bernard Campan
- 1998 : Un grand cri d'amour de Josiane Balasko
- 1999 : Astérix et Obélix contre César de Claude Zidi
- 1999 : La Maladie de Sachs de Michel Deville
- 1999 : La Débandade de Claude Berri
- 1999 : Mauvaise Passe de Michel Blanc

### Années 2000
- 2000 : Le Goût des autres d'Agnès Jaoui
- 2000 : Promenons-nous dans les bois de Lionel Delplanque
- 2000 : Franck Spadone de Richard Bean
- 2001 : Félix et Lola de Patrice Leconte
- 2001 : Mademoiselle de Philippe Lioret
- 2001 : La Boîte de Claude Zidi
- 2001 : Comment j'ai tué mon père d'Anne Fontaine
- 2001 : Le Cas Pinochet de Patricio Guzmán
- 2001 : Sur mes lèvres de Jacques Audiard
- 2001 : Ma femme est une actrice d'Yvan Attal
- 2001 : Les Rois mages de Bernard Campan et Didier Bourdon
- 2001 : Le Peuple migrateur de Jacques Perrin, Jacques Cluzaud et Michel Debats
- 2001 : Sexy Boys de Stéphane Kazandjian
- 2002 : Fais-moi des vacances de Didier Bivel
- 2002 : Astérix et Obélix : Mission Cléopâtre d'Alain Chabat
- 2002 : Rue des plaisirs de Patrice Leconte
- 2002 : Amen. de Costa-Gavras
- 2002 : Nid de guêpes de Florent Siri
- 2002 : Cravate Club de Frédéric Jardin
- 2002 : Blanche de Bernie Bonvoisin
- 2002 : L'Homme du train de Patrice Leconte
- 2002 : Une femme de ménage de Claude Berri
- 2003 : Brocéliande de Doug Headline
- 2003 : Le Bison (et sa voisine Dorine) d'Isabelle Nanty
- 2003 : Ils se marièrent et eurent beaucoup d'enfants d'Yvan Attal
- 2003 : Les Sentiments de Noémie Lvovsky
- 2004 : Deux Frères de Jean-Jacques Annaud
- 2004 : San-Antonio de Frédéric Auburtin
- 2004 : L'un reste, l'autre part de Claude Berri
- 2004 : Les Enfants de Christian Vincent
- 2005 : Le Démon de midi de Marie Pascale Osterrieth
- 2005 : La Maison du bonheur de Dany Boon
- 2005 : La Graine et le Mulet d'Abdellatif Kechiche
- 2006 : Ensemble, c'est tout de Claude Berri
- 2007 : Bienvenue chez les Ch'tis de Dany Boon
- 2008 : Cendres et Sang de Fanny Ardant
- 2009 : Trésor de Claude Berri et François Dupeyron

### Années 2010
- 2010 : Océans de Jacques Perrin
- 2010 : Protéger et servir d'Éric Lavaine
- 2010 : Tout ce qui brille de Géraldine Nakache
- 2010 : Camping 2 de Fabien Onteniente
- 2010 : L'Illusionniste de Sylvain Chomet
- 2010 : L'Italien d'Olivier Baroux
- 2010 : De vrais mensonges de Pierre Salvadori
- 2011 : Rien à déclarer de Dany Boon
- 2011 : Le Marquis de Dominique Farrugia
- 2011 : Titeuf, le film de Zep
- 2011 : La Fille du puisatier de Daniel Auteuil
- 2011 : Monsieur Papa de Kad Merad
- 2011 : Les Tuche d'Olivier Baroux
- 2011 : Switch de Frédéric Schoendoerffer
- 2011 : Et maintenant, on va où ? de Nadine Labaki
- 2011 : Bienvenue à bord d'Éric Lavaine
- 2012 : Les Papas du dimanche de Louis Becker
- 2012 : Zarafa de Rémi Bezançon et Jean-Christophe Lie
- 2012 : Nos plus belles vacances de Philippe Lellouche
- 2012 : L'Oncle Charles d'Étienne Chatiliez
- 2012 : Sur la piste du Marsupilami d'Alain Chabat
- 2012 : Le Prénom de Matthieu Delaporte et Alexandre de La Patellière
- 2012 : Sea, No Sex and Sun de Christophe Turpin
- 2012 : Un bonheur n'arrive jamais seul de James Huth
- 2012 : Bowling de Marie-Castille Mention-Schaar
- 2012 : David et Madame Hansen d'Alexandre Astier
- 2012 : LOL USA de Lisa Azuelos
- 2012 : Nous York de Géraldine Nakache et Hervé Mimran
- 2012 : Mes héros d'Éric Besnard
- 2013 : Alceste à bicyclette de Philippe Le Guay
- 2013 : Turf de Fabien Onteniente
- 2013 : Jappeloup de Christian Duguay
- 2013 : Des gens qui s'embrassent de Danièle Thompson
- 2013 : La Cage dorée de Ruben Alves
- 2013 : La Marque des anges de Sylvain White
- 2013 : Fanny de Daniel Auteuil
- 2013 : Marius de Daniel Auteuil
- 2013 : Rock the Casbah de Laïla Marrakchi
- 2013 : Au bonheur des ogres de Nicolas Bary
- 2013 : Attila Marcel de Sylvain Chomet
- 2013 : Quai d'Orsay de Bertrand Tavernier
- 2013 : Zulu de Jérôme Salle
- 2014 : Jacky au royaume des filles de Riad Sattouf
- 2014 : La Belle et la Bête de Christophe Gans
- 2014 : Supercondriaque de Dany Boon
- 2014 : De toutes nos forces de Nils Tavernier
- 2014 : Une rencontre de Lisa Azuelos
- 2014 : La Voie de l'ennemi de Rachid Bouchareb
- 2014 : La Liste de mes envies de Didier Le Pêcheur
- 2014 : Papa Was Not a Rolling Stone de Sylvie Ohayon
- 2014 : On a marché sur Bangkok d'Olivier Baroux
- 2014 : Un illustre inconnu de Matthieu Delaporte
- 2015 : Papa ou Maman de Martin Bourboulon
- 2015 : Pourquoi j'ai pas mangé mon père de Jamel Debbouze
- 2015 : Entre amis d'Olivier Baroux
- 2015 : Masaan de Neeraj Ghaywan
- 2015 : Le Grand Jour de Pascal Plisson
- 2015 : Les Nouvelles Aventures d'Aladin d'Arthur Benzaquen
- 2015 : La Glace et le Ciel de Luc Jacquet
- 2015 : En mai, fais ce qu'il te plaît de Christian Carion
- 2015 : Les Cowboys de Thomas Bidegain
- 2016 : Les Saisons de Jacques Perrin et Jacques Cluzaud
- 2016 : Les Tuche 2 : Le Rêve américain d'Olivier Baroux
- 2016 : La Vache de Mohamed Hamidi
- 2016 : Marseille de Kad Merad
- 2016 : Retour chez ma mère d'Éric Lavaine
- 2016 : Camping 3 de Fabien Onteniente
- 2016 : Éternité de Trần Anh Hùng
- 2016 : Cézanne et moi de Danièle Thompson
- 2016 : Voyage à travers le cinéma français de Bertrand Tavernier
- 2016 : Ma famille t'adore déjà ! de Jérôme Commandeur et Alan Corno
- 2016 : Papa ou Maman 2 de Martin Bourboulon
- 2017 : La Vallée des loups de Jean-Michel Bertrand
- 2017 : Dalida de Lisa Azuelos
- 2017 : Raid dingue de Dany Boon
- 2017 : Rock'n Roll de Guillaume Canet
- 2017 : L'Embarras du choix d'Éric Lavaine
- 2017 : Boule et Bill 2 de Pascal Bourdiaux
- 2017 : Django d'Étienne Comar
- 2017 : La Quête d'Alain Ducasse de Gilles de Maistre
- 2017 : Les Nouvelles Aventures de Cendrillon de Lionel Steketee
- 2017 : Le Fidèle de Michaël R. Roskam
- 2017 : Le Brio d'Yvan Attal
- 2017 : Les Gardiennes de Xavier Beauvois
- 2017 : La Promesse de l'aube d'Éric Barbier
- 2018 : Les Tuche 3 d'Olivier Baroux
- 2018 : La Ch'tite Famille de Dany Boon
- 2018 : Mektoub, My Love: canto uno d'Abdellatif Kechiche
- 2018 : Larguées d'Éloïse Lang
- 2018 : Le Doudou de Julien Hervé et Philippe Mechelen
- 2018 : Alad'2 de Lionel Steketee
- 2018 : Silvio et les Autres de Paolo Sorrentino
- 2018 : Le Gendre de ma vie de François Desagnat
- 2019 : Yao de Philippe Godeau
- 2019 : Le Chant du loup d'Antonin Baudry
- 2019 : Mon bébé de Lisa Azuelos
- 2019 : Let's Dance de Ladislas Chollat
- 2019 : Le Dindon de Jalil Lespert
- 2019 : La Fameuse Invasion des ours en Sicile de Lorenzo Mattotti
- 2019 : La Belle Époque de Nicolas Bedos
- 2019 : Proxima d'Alice Winocour
- 2019 : Le meilleur reste à venir de Matthieu Delaporte et Alexandre de La Patellière
- 2019 : Rendez-vous chez les Malawas de James Huth

### Années 2020
- 2020 : Le Lion de Ludovic Colbeau-Justin
- 2020 : Le Prince oublié de Michel Hazanavicius
- 2020 : L'Aventure des Marguerite de Pierre Coré
- 2020 : T'as pécho ? d'Adeline Picault
- 2020 : Petit Pays de Éric Barbier
- 2020 : Mon cousin de Jan Kounen
- 2021 : Coda de Sian Heder
- 2021 : Un tour chez ma fille de Éric Lavaine
- 2021 : Benedetta de Paul Verhoeven
- 2021 : Eiffel de Martin Bourboulon
- 2021 : Lui de Guillaume Canet
- 2021 : Albatros de Xavier Beauvois
- 2021 : Les Tuche 4 d'Olivier Baroux
- 2022 : Adieu monsieur Haffmann de Fred Cavayé
- 2022 : King de David Moreau
- 2022 : Notre-Dame brûle de Jean-Jacques Annaud
- 2022 : Le Temps des secrets de Christophe Barratier
- 2022 : Revoir Paris d'Alice Winocour
- 2022 : Une belle course de Christian Carion
- 2022 : Jack Mimoun et les Secrets de Val Verde de Malik Bentalha et Ludovic Colbeau-Justin
- 2022 : Mascarade de Nicolas Bedos
- 2022 : Tempête de Christian Duguay
- 2023 : Astérix et Obélix : L'Empire du Milieu de Guillaume Canet
- 2023 : Les Trois Mousquetaires : D'Artagnan de Martin Bourboulon
- 2023 : La Vie pour de vrai de Dany Boon
- 2023 : Acide de Just Philippot
- 2023 : Second Tour d'Albert Dupontel
- 2023 : Les Trois Mousquetaires : Milady de Martin Bourboulon
- 2024 : Moi, capitaine de Matteo Garrone
- 2024 : Les Chèvres ! de Fred Cavayé
- 2024 : Le Comte de Monte-Cristo de Matthieu Delaporte et Alexandre de La Patellière
- 2024 : Emilia Pérez de Jacques Audiard
- 2024 : Emmanuelle d'Audrey Diwan
- 2024 : Monsieur Aznavour de Grand Corps Malade et Mehdi Idir
- 2024 : La Vallée des fous de Xavier Beauvois
- 2024 : Joy de Ben Taylor
- 2024 : Limonov, la ballade de Kirill Serebrennikov
- 2025 : La Chambre d'à côté de Pedro Almodóvar
- 2025 : Les Tuche : God Save the Tuche de Jean-Paul Rouve
- 2025 : Parthenope de Paolo Sorrentino
- 2025 : Mercato de Tristan Séguéla
- 2025 : Une pointe d'amour de Maël Piriou
- 2025 : Partir un jour d'Amélie Bonnin
- 2025 : 13 jours, 13 nuits de Martin Bourboulon
- 2025 : Y'a pas de réseau d'Édouard Pluvieux
- 2025 : De Gaulle d'Antonin Baudry
- 2026 : Le Marsupilami de Philippe Lacheau